# Neoregnellia cubensis
Neoregnellia cubensis är en malvaväxtart som beskrevs av Ignatz Urban. Neoregnellia cubensis ingår i släktet Neoregnellia och familjen malvaväxter. Inga underarter finns listade i Catalogue of Life.